# Henry Fitzalan-Howard (15e duc de Norfolk)
Henry Fitzalan-Howard, 15e duc de Norfolk, (27 décembre 1847 - 11 février 1917), titré baron Maltravers jusqu'en 1856 et comte d'Arundel et Surrey entre 1856 et 1860, est un homme politique et philanthrope unioniste britannique. Il est ministre des Postes entre 1895 et 1900, mais il est surtout connu pour son travail philanthropique, qui s'est concentré sur les causes catholiques romaines et la ville de Sheffield. 

## Jeunesse
Norfolk est le fils aîné d'Henry Fitzalan-Howard (14e duc de Norfolk), et d'Augusta Mary Minna Catherine, fille cadette d'Edmund Lyons. Edmund FitzAlan-Howard (1er vicomte FitzAlan de Derwent), est son frère cadet. Le duc fait d'abord ses études à l'Oratory School, mais en raison des restrictions imposées par la hiérarchie catholique, il n'a pas pu fréquenter les universités d'Oxford ou de Cambridge. Son enseignement supérieur consiste plutôt en un Grand Tour d'Europe vers 1867 sous la direction du savant classique et biographe Robert Ornsby.

## Carrière publique
Il devient duc à l'âge de 12 ans à la mort de son père en 1860. Il lui succède également au poste héréditaire de comte-maréchal tenu par les ducs de Norfolk. 
En 1895, il est admis au Conseil privé et nommé directeur général des postes par Lord Salisbury, poste qu'il occupe jusqu'au début de 1900, date à laquelle il démissionne pour servir dans la seconde guerre des Boers. En 1895, il est également devenu maire de Sheffield; servant deux mandats pendant lesquels il organise les célébrations monumentales de la ville en l'honneur du jubilé de diamant de la reine Victoria en 1897. Peu de temps après, il est nommé premier maire de Sheffield, mais ne conserve le poste que jusqu'en novembre 1897. Il est nommé Freeman honoraire de la ville de Sheffield trois ans plus tard . En novembre 1900, il devient le premier maire de Westminster et, à 53 ans, part pour la seconde guerre des Boers en tant que lieutenant-colonel de l'Impérial Yeomanry au cours duquel il est blessé près de Pretoria et revient invalide en Grande-Bretagne. 
En sa qualité de comte maréchal, il organise les funérailles d'État de William Ewart Gladstone (1898), de la reine Victoria (1901) et du roi Édouard VII (1910), ainsi que les couronnements d'Édouard VII (1902) et de George V (1911),. 
En plus d'avoir été comte maréchal entre 1860 et 1917, il est lord-lieutenant du Sussex entre 1905 et 1917. 
Il est fait chevalier de la Jarretière en 1886, et reçoit le titre de chevalier grand-croix de l'ordre royal de Victoria (GCVO) du roi Édouard VII le 11 août 1902, après le couronnement du roi deux jours plus tôt. 
Il est président à trois reprises de l'Union nationale des associations conservatrices, grand chancelier de la Primrose League et commandant du 4e (bénévole) bataillon du Royal Sussex Regiment.

## Philanthropie et religion
Comme ses ancêtres les ducs de Norfolk (mais exceptionnel au sein de l'aristocratie britannique), il est catholique romain. Dans son double rôle de premier duc et de catholique romain le plus éminent d'Angleterre, il entreprend un programme de philanthropie qui sert en partie à réintégrer les catholiques romains dans la vie civique. Il est né une génération après la Catholic Relief Act de 1829 mais avant la reconstitution des diocèses catholiques romains en 1850. Au moment où il devient duc en 1868, le processus d'Émancipation des catholiques a légalisé la création d'institutions catholiques, mais la réalité de deux cents ans de législation en faveur de l'Église d'Angleterre a laissé les catholiques romains avec peu de structures propres. 
À son siège ancestral du château d'Arundel (étant également l'un des comtes d'Arundel), il parraine la construction de l'église Notre-Dame et Saint-Philippe-Neri entre 1868 et 1873. Cette église est plus tard choisie pour servir de cathédrale d'Arundel en 1965 et est consacrée à nouveau en 1971 pour inclure Saint Philip Howard (13e comte d'Arundel), l'un de ses ancêtres. 
En 1877, il épouse sa première femme, Flora Hastings. Plus tard, il écrit: «Peu de temps après mon mariage le plus heureux, j'ai souhaité construire une église en guise de remerciement à Dieu". Pour commémorer cette occasion, il entreprend la construction d'une église dans son siège ancestral titulaire à Norwich, Norfolk. Après avoir commencé en 1882 avec un don de 200 000 £, la construction n'est achevée qu'en 1910, près de 23 ans après la mort de Lady Flora en 1887. Cette église est également choisie plus tard pour servir de Cathédrale Saint-Jean-Baptiste de Norwich lorsque le diocèse catholique romain d'East Anglia est rétabli en 1976. 
Dans les années 1890, il joue un rôle déterminant dans la campagne qui a convaincu les autorités du Vatican d'assouplir ses restrictions sur les étudiants catholiques s'inscrivant dans les grandes universités anglaises, culminant avec la co-fondation du St Edmund's College de Cambridge avec le baron Anatole von Hugel. Il est un contributeur important au fonds du Père Damien pour lutter contre la lèpre. Il fait également don de fonds pour la construction de l'Université de Sheffield et est son premier chancelier entre 1905 et 1917. 
À partir de 1898, il édite, avec Charles Tindal Gatty, l'hymne Arundel Hymns, auquel le pape Léon XIII écrit une préface sous la forme d'une lettre personnelle. 

## Famille
En 1877, Norfolk épouse Flora Paulyna Hetty Barbara Abney-Hastings (1854-1887), fille de Charles Abney-Hastings, 1er baron Donington et Edith Rawdon-Hastings (10e comtesse de Loudoun), en 1877. Ils ont un enfant: 
- Philip Joseph Mary Fitzalan-Howard, comte de Surrey, comte d'Arundel (7 septembre 1879 - 8 juillet 1902), décédé célibataire.

Après la mort de Lady Flora de la maladie de Bright en avril 1887, à l'âge de 33 ans, il reste célibataire pendant près de dix-sept ans. 
Le 7 février 1904,, à 56 ans, il se remarie avec sa cousine éloignée, Gwendolen Constable-Maxwell, fille aînée de Marmaduke Constable-Maxwell, 11e Lord Herries de Terregles et Angela Mary Charlotte, fille d'Edward Fitzalan-Howard (1er baron Howard de Glossop). Elle est de 30 ans sa cadette et a 27 ans lors de leur mariage. Ils ont quatre enfants: 
- Mary Rachel Fitzalan-Howard (27 juin 1905 - 17 août 1992)
- Bernard Fitzalan-Howard, 16e duc de Norfolk (1908-1975)
- Katherine Mary Fitzalan-Howard, (1912-2000)
- Winifred Alice Fitzalan-Howard, (31 octobre 1914 - 27 mai 2006)

En 1908, Gwendolen succède à son père sous le nom de Lady Herries de Terregles. Le duc de Norfolk est décédé en février 1917, à l'âge de 69 ans, et son fils Bernard lui succède. À sa mort, Lord Curzon déclare qu'il était un homme "qui était méfiant vis-à-vis de pouvoirs qui dépassaient l'ordinaire". La duchesse de Norfolk est décédée en août 1945, à l'âge de 68 ans. Elle est remplacée à la seigneurie écossaise par son fils, Bernard . 